# Quercus minima
Quercus minima — вид рослин з родини букових (Fagaceae); ендемік південного сходу США.

## Опис
Це повільнорослий, напіввічнозелений або вічнозелений, низький, кореневищний кущ, який утворює клонові угруповання з прямих, часто нерозгалужених стебел 0.2–0.7(2) м. Кора темно-сіра, гладка. Гілочки світло-сірі, голі. Листки обернено-яйцеподібні, обернено-ланцетні, асиметричні, 4–10 × 3–5 см; основа клиноподібна; верхівка округла до загостреної; край часто підкочений знизу цілий або грубо-зубий (1–5 пар зубів); верх блискучий зелений, зазвичай безволосий; низ синьо-зелений, дрібно-запушений; ніжка листка завдовжки 1–6 мм. Цвіте навесні. Жолудів 1–3, на ніжці 3–30 мм; горіх темно-коричневий, вузько-яйцюватий або майже циліндричний, 13–22(25) × 8–15 мм, голий; чашечка напівсферична або глибоко келихоподібна, заввишки (8)10–15 мм і 6–15 мм завширшки, із сірувато-запушеними лусочками.

## Середовище проживання
Ендемік південного сходу США: Техас, Північна Кароліна, Міссісіпі, Луїзіана, Джорджія, Флорида, Алабама.
Населяє прибережна рівнина, відкриті вічнозелені ліси та чагарники на глибоких піщаних ґрунтах, часто як підлісок із соснами; на 0–200 м.

## Використання
Цей вид забезпечує їжу та укриття для дикої природи, наприклад вивірок. Листками живляться личинки метеликів Calycopis cecrops, Parrhasius m-album та ін..

## Загрози
Піщані пагорби — основне середовище існування Q. minima — під загрозою внаслідок зміни землекористування для розвитку, напр., перетворення піщаних пагорбів на соснові плантації, пасовища, місця для проживання.